# História do teatro musical nos Estados Unidos
A história do teatro musical nos Estados Unidos é muito importante para a cultura americana e para história deste país. O teatro musical é um estilo de teatro que combina música, canções, dança e diálogos falados. O teatro musical é unico pois tem diversas manifestações artísticas 

## O início
A primeira peça teatral adaptada ao moderno conceito de musical foi The Black Crook - com enredo de Charles M. Barras e adaptação musical de Giuseppe Operti - que foi premiado no Niblo's Gardens, em Nova York, na data de 12 de Setembro de 1866. A produção teve cinco horas e meia de duração e 474 performances.
Centenas de comédias musicais foram apresentadas na Broadway de 1890 até 1900, com músicas escritas pelos nova-iorquinos Tin Pan Alley, Gus Edwards, John J. McNally e John Walter Bratton.

## Opereta
Provavelmente, as mais conhecidas composições de opereta foram as de W. S. Gilbert e Arthur Sullivan, entre as mais prodigiosas estão The Mikado, Pirates of Penzance, H.M.S. Pinafore e Princess Ida - permanecendo popular até hoje, e frequentemente revividas em Londres (2003), pela companhia de Richard D'Oyly Carte, que dedicou seu trabalho ao Savoy Theatre. Muito do seu legado serviu para inspirar peças de Victor Herbert (Babes in Toyland, 1903), Franz Lehár (The Merry Widow, 1907) e Oskar Straus (The Chocolate Soldier, 1910). 
Opereta é uma demonstração única da musicalidade no teatro, com obras eternizadas nos palcos pelo mundo.

## Na década de 1920
Os musicais desenvolveram-se da ópera e da opereta, mas os primeiros musicais da década de 1920 ignoravam o planejamento para enfatizar atores e atrizes, rotinas de dança e canções populares. Muitos shows eram apresentações com pouco planejamento e muita improvisação. Eram normais naquele tempo produções como Lady Be Good, Sunny, Tip Toes, No, No, Nanette, Oh, Kay, e Funny Face. Estes shows podem ter sido esquecidos, mas eles produziram padrões duradouros usados por George Gershwin, Cole Porter, Vincent Youmans, e Richard Rodgers e Lorenz Hart, entre outros.
A primeira produção que reunia as características de musical como nós conhecemos hoje - uma completa integração entre enredo e partitura - foi Show Boat, que impactou o teatro e o mundo da moda, pois foi a primeira história que reuniu brancos e negros nos palcos, sendo premiado em 27 de Dezembro de 1927 no Teatro Ziegfeld em Nova York. Por causa disto, Florenz Ziegfeld ficou conhecido por apresentações de canções e dança, apresentando extravagantes figurinos, mas sem um tema em comum, amarrando vários temas juntos. Show Boat, com um roteiro e letras adaptados da novela de Edna Ferber por Oscar Hammerstein II e P. G. Wodehouse e música por Jerome Kern, apresentou um novo conceito que foi aclamado pela audiência imediatamente. A despeito de alguns temas surpreendentes - a miscigenação entre eles - a produção original foi executada em um total de 572 performances.

## Na década de 1930
Ancorado pelo sucesso de Show Boat, equipes criativas começaram a seguir este "formato" de hit popular. Of Thee I Sing (1931), uma sátira política com música de George Gershwin e letra de Ira Gershwin e Morrie Ryskind, foi o primeiro musical a ser premiado pelo Prémio Pulitzer. The Band Wagon (1931), com partitura de Arthur Schwartz e Howard Dietz, estrelaram os dançarinos em parceria Fred Astaire e sua irmã Adele. Embora este seja uma apresentação, ele serviu como base para duas subsequentes versões filmadas deste "livro" musical no verdadeiro sentido da palavra. Anything Goes de Cole Porter (1934) afirmou a posição de Ethel Merman como a primeira Lady do Teatro musical - um título mantido por ela por muitos anos. Porgy and Bess de Gershwin (1935) foi maior perda para a opera pois apesar de ser um típico musical, seu estilo e partituras prenunciaram produções contemporâneas como Evita e Les Misérables. The Cradle Will Rock (1937), com livro e partitura de Marc Blitzstein e direção de Orson Welles, foi a mais política peça de até então, a despeito da controvérsia à sua volta, manteve-se por 108 performances. Knickerbocker Holiday de Kurt eill trouxe ao musical as antigas histórias da cidade de Nova York, usando autores como Washington Irving. logo, o teatro musical foi envolvido em algo bem mais profundo do que as plumas das esculturais garotas do show.

## A era dourada (Golden Age) (1940/1950/1960)
A era dourada dos musicais iniciou-se com Oklahoma!(1943) e terminou com Hair (1968).
Oklahoma! de Richard Rodgers e Oscar Hammerstein II teve um coeso planejamento, canções que não se distanciaram da ação da história, e apresentaram um balé adorável com a vantagem de personagens bem desenvolvidos, em vez de usar a dança como desculpa para colocar mulheres com roupas reduzidas no palco. Desafiando a convenção dos musicais ao colocar em seu primeiro ato em vez de coro de garotas, uma mulher numa batedeira de manteiga, com uma voz fora do palco cantando as primeiras linhas de Oh, What a Beautiful Morning (oh, esta é uma bela manhã). Este foi o primeiro "blockbuster" dos shows na Broadway, fazendo um total de 2212 apresentações, e permanecendo como um dos projetos mais frequentados produzidos pela equipe. Os dois criaram uma coleção extraordinária de alguns dos mais amados e mais duradouros clássicos musicais, incluindo Carousel (1945), South Pacific (1949), The King and I (1951), e The Sound of Music (1959).
"Americana" foi denominada a época da era de ouro quando a guerra começou a explodir. Um exemplo disto deve ser "On The Town" (1944), escrito por Betty Comden e Adolph Green, composto por Leonard Bernstein e coreografado por Jerome Robbins. O musical foi apresentado durante o tempo de guerra, onde um grupo de três marinheiros estavam com 24 horas de licença antes de deixar Nova Iorque. Durante seu dia, cada um deles encontrou uma linda mulher. A mulher neste show tem um específico poder sobre eles, como se estivessem dizendo, "Come here! I need a man!" (Venha aqui!  Eu preciso de um homem!) O show também deu a impressão de um país com um futuro certo, enquanto os marinheiros conquistaram suas mulheres antes de partir.
Oklahoma! inspirou outros musicais que mantiveram a tendência. Irving Berlin usou a carreira de exímia atiradora de Annie Oakley como base para o Annie Get Your Gun (1946, com 1147 representações); Burton Lane, E. Y. Harburg, e Fred Saidy combinaram a sátira política com o caprichado sotaque irlandês em sua fantasia Finian's Rainbow (1947, com 725 performances); Cole Porter achou inspiração em Taming of the Shrew de William Shakespeare para Kiss Me, Kate (1948, com 1077 representações); o eclético personagem de Damon Runyan foi coração de Frank Loessere Abe Burrows' em Guys and Dolls, (1950, com 1200 representações); e os Gold Rush foram o parâmetros para Alan Jay Lerner eFrederick Loewe criarem o Paint Your Wagon (1951). Apesar de ter um vida breve de  - 289 representações - este show não os desencorajou de colaborarem novamente, desta vez em uma adaptação de Pygmalion de George Bernard Shaw's  - My Fair Lady (1956), com Rex Harrison e Julie Andrews, que permaneceu em cartaz por 2717 representações, mantendo um recorde por muitos anos.
Como em Oklahoma!, a dança é parte integral de West Side Story (1957), que transportou Romeu e Julieta para a modernidade da cidade de Nova Iorque e converteu a rivalidade feudal das famílias Montague e Capuletos em uma guerra de gangues. O livro foi adaptado por Arthur Laurents, com música de Leonard Bernstein e letras do novato Stephen Sondheim. Ela foi aclamada pelos críticos, mas fracassou na escolha do público que preferira The Music Man de Meredith Willson , aos becos de Manhattan. Aparentemente os votantes do Tony Award tiveram o mesmo pensamento, desde que eles favoreceram o que já era formal. West Side Story teve uma respeitável carreira de 732 performances (1040 em West end), enquanto The Music Man durou quase o mesmo tempo com 1375.
Laurents e Sondheim reuniram-se novamente para Gypsy (1959, com 702 performances), com Jule Styne fazendo a música para o fundo da história sobre a mais desesperada mãe sobre os palcos de todos os tempos, a mãe da stripper Gypsy Rose Lee. A produção original foi apresentada por 702 vezes, mas provou ser um dos maiores sucessos e teve três subsequentes reapresentações, com Angela Lansbury, Tyne Daly, e Bernadette Peters fazendo o papel da famosa Ethel Merman.
Stephen Sondheim foi um dos mais importantes compositores/letristas de 1960. Seu primeiro projeto no qual escreveu ambos, música e letra, foi A Funny Thing Happened on the Way to the Forum (1962, com 964 performances), livro baseado nos trabalhos de Platãopor Burt Shevelove e Larry Gelbart, e estrelando Zero Mostel. Sondheim moveu o musical para além da sua concentração nas parcelas românticas típicas de épocas anteriores; seu trabalho tende a ser obscuro, explorando o lado áspero da vida, tanto no presente, quanto no passado. Alguns dos seus mais recentes trabalhos são Anyone Can Whistle (1964, que teve apenas nove performances, a despeito das estrelas como Lee Remick e Angela Lansbury - é um lendário fracasso), Company (1970), Follies (1971), e A Little Night Music (1973), que apresentaram a única padronização do sempre emergente catálogo de Sondheim, Send in the Clowns. Ele achou inspiração em fontes totalmente improváveis - a abertura do comércio ocidental como o Japan de Pacific Overtures, um lendário barbeiro assassino - Sweeney Todd - procurando vingança contra a Era Industrial de Londres, as pinturas de Georges Seurat para Sunday in the Park with George, e um coleção de indivíduos que pretendiam eliminar o Presidente dos Estados Unidos em Assassins.
Jerry Herman também teve um significante papel no teatro musical americano, começando com a sua primeira produção na Broadway, Milk and Honey (1961, com 563 performances), sobre a fundação do estado de Israel, e continuando com um coleção de sucessos Hello, Dolly! (1964, 2844 performances), Mame (1966, com 1508 performances), e La Cage aux Folles (1983, com 1761 performances). E mesmo com menor sucesso shows como Dear World (1969) e Mack & Mabel (1974) teve um memorável partitura em (Mack & Mabel que foi mais tarde retrabalhada em Londres com sucesso). Escrevendo ambos letras e música, muitos dos shows melodiosos de Herman se tornaram um jargão popular, incluindo "Hello, Dolly!", "If He Walked Into My Life", "We Need a Little Christmas", "I Am What I Am", "Mame", "Shalom", "The Best of Times", "Before the Parade Passes By", "Put On Your Sunday Clothes", "It Only Takes a Moment", "It's Today!", "Open a New Window", "Bosom Buddies", "I Won't Send Roses", e "Time Heals Everything", recordando as iluminados como Louis Armstrong, Eydie Gorme, Barbra Streisand, Petula Clark e Bernadette Peters. O songbook de Herman tem como assunto duas apresentações musicais populares, Jerry's Girls (Broadway, 1985), e Showtune.
Os musicais começaram a divergir de seu relativo restrito confinamento na década de 1950. O Rock foi usado em diversos musicais da Broadway, talvez o mais importante deles Hair, que apresentou não apenas o rock, mas também o nudismo e controvertidas opiniões sobre a Guerra do Vietnã. Outros importantes musicais com o rock da década de 1960 e 1970 incluem Jesus Christ Superstar, Godspell, e Two Gentlemen of Verona. Os musicais também mudaram para outra direção. Shows como Raisin, Dreamgirls, Purlie, e The Wiz trouxeram uma significante influência africana à Broadway. Mais e mais diferentes gêneros musicais foram introduzidos aos musicais dentro ou fora da Broadway (Off-Broadway). Empresas de automóveis e outros tipos de corporações alugavam os talentos da Broadway para escrever musicais corporativos, shows particulares para os seus empregados.

## Nas décadas mais recentes
1975 trouxe um dos maiores musicais contemporâneos aos palcos. A Chorus Line emergiu dos registros das sessões de terapia de grupo Michael Bennett conduzido entre as "gypsies" (coristas) - que cantavam e dançavam em suporte aos astros - da comunidade da Broadway. Das centenas de horas de gravações, James Kirkwood e Nick Dante modelaram um livro sobre as audições para um musical, incorporando nele muitas histórias reais daqueles que já se sentaram nestas sessões - e alguns dos quais eventualmente pintaram variações de si ou um dos outros no show. Com música de Marvin Hamlisch e letras de Edward Kleban, A Chorus Line teve a sua primeira apresentação abrindo o Public Theater de Joseph Papp na cidade baixa de Manhattan. E após os críticos despejarem superlativos para descrever o que eles testemunharam na noite de abertura, o que foi inicialmente planejado como um ariscado empreendimento se moveu para o Shubert Theater. O show conquistou os prêmios Tony e Pulitzer, e sua canção principal, What I Did for Love (O que eu fiz por amor), tornou-se moda instantaneamente.
Logicamente, a fome da audiência da Broadway por estas peças tornou os musicais o que eles são hoje em seu estilo e substância. John Kander e Fred Ebb exploraram o pré-guerra II Guerra Mundial Nazismo Alemanha em Cabaret e a era da Lei seca Chicago, que reutilizou as velhas técnicas de vaudeville para contar a sua história de assassinatos e media. Pippin, por Stephen Schwartz, foi datada dos dias de Carlos Magno. Autobiográfico no filme 8½ de Federico Fellini tornou-se Nove de Maury Yeston. Mas os valores ultrapassados foram abraçados também em sucessos como Annie, 42nd Street, My One and Only, e a popular apresentação de No, No, Nanette e Irene.
As décadas de 80 e 90, tiveram a influência dos "mega-musicais" europeus ou "pop operas", que normalmente apresentavam partituras influenciadas pela música pop, elencos enormes e seus efeitos especiais, como a queda de um lustre (chandelier), um helicóptero aterrissando no palco - como se eles fizessem parte da produção. Muitos deles foram baseados em romances e outros tipos de trabalho em literatura. O mais importante autor de mega-musicais incluem o time de Franceses Claude-Michel Schoenberg e Alain Boublil, responsáveis por Les Misérables e Miss Saigon (inspirado por Madame Butterfly); e o compositor britânico Andrew Lloyd Webber, que escreveu Evita, baseado na vida de Eva Perón da Argentina, Cats, derivados dos poemas de T. S. Eliot, The Phantom of the Opera, e Sunset Boulevard (de um clássico filme com este mesmo nome). Estas décadas também viram a influência de grandes corporações que produziram musicais. O mais importante foi de Disney, que adaptou alguns dos seus filmes animados como a Beauty and the Beast e The Lion King, no palco também criaram produções originais como Aida, com música de Elton John.
As décadas de 90 e 2000 viram muitos autores criarem pequenos musicais (Falsettoland, Paixão); os tópicos variam como a gama de músicas utilizadas vão do Sondheimesque ao pop, mas geralmente eles são produzidos fora da Broadway e apresentam elencos muito pequenos (e custos mais baixos ainda).
Tem também sido uma preocupação que os musicais perdessem o toque que têm com o público comum na América e os musicais acabassem com audiências cada vez menores. Uma das mais importantes pessoas que tentou aumentar o interesse da juventude pelos musicais foi Jonathan Larson, que musicou Rent (baseado na ópera La Bohème) apresentando um elenco de jovens e cujas partituras foram pesadamente influenciadas pelo rock. O musical foi um esmagador sucesso, mesmo com o compositor morrendo de um aneurisma na noite da última preparação do vestuário no teatro de Nova Iorque, antes que ele conseguisse alcançar a Broadway. Outros escritores que tentaram trazer o gosto do rock moderno para os palcos incluem Jason Robert Brown. Outra tentativa de trocar a criação de um planejamento para reunir uma coleção de canções de sucesso - Mamma Mia! (apresentando canções de ABBA), Movin' Out (baseado nas melodias de Billy Joel), Good Vibrations (the Beach Boys), e All Shook Up (Elvis Presley).
Familiaridade pode produzir uma baixa de qualidade - mas ela é também abraçada por produtores ansiosos por garantir recapitalização dos seus consideráveis investimentos, senão não exibe lucros saudáveis. Outros estão dispostos a se arriscar no incomum, tais como  Avenue Q (que utiliza marionetes para contar histórias de temas muito adultos) ou Bombay Dreams (sobre os musicais de Bollywood acampados pelo cinema indiano). Mas a maioria prefere to hedge their bets by sticking with the familiar - revivals of family fare like Wonderful Town or Fiddler on the Roof ou sucessos comprovados como A Gaiola das Loucas - filmes cult como The Producers ou Hairspray com Marissa Jaret Winokur;  literatura clássica tais como Little Women e Dracula - esperando que eles também construirão suas próprias audiências.
O musical está trilhando um número de diferentes direções. Patrocinadores corporativos dominam a Broadway, e frequentemente aliam-se a formais músicos de palco que requerem um investimento de US$10 milhões ou mais. Em 2002, os créditos de Thoroughly Modern Millie listaram dez produtores, e entre estes nomes estavam entidades formadas por diversos indivíduos. Tipicamente, os shows fora da Broadway e regiões do teatro tendem a produzir pequenos, e portanto, mais baratos musicais, e em tempos recentes, mais e mais novos musicais têm se desenvolvido fora de Nova Iorque.
E se nós nos movermos para o futuro dos musicais, parece que o formato de espetáculo se erguerá novamente, retornando aos tempos quando os Romanos faziam as batalhas marítimas no palco. Isto é bem aparente em Toronto, Canadá, onde David e Ed Mirvish estão apresentando a premiere mundial dos O Senhor dos Anéis, definido como a maior produção em um palco da história.

## Famosos compositores/autores nos EUA
Lista de compositores/autores do teatro musical

## Famosos coreógrafos
George Balanchine - Michael Bennett - Matthew Bourne - Gower Champion - Agnes de Mille - Ron Field - Bob Fosse - Peter Gennaro - Michael Kidd - Jerry Mitchell - Susan Stroman - Tommy Tune - Jerome Robbins - Onna White - Gilleane Lynne

## Famosas apresentações de
- Lea Michele
- Matthew Morrison
- Peter Allen
- Julie Andrews
- Christina Applegate
- Marissa Jaret Winokur
- Beatrice Arthur
- Lucie Arnaz
- Fred and Adele Astaire
- Hank Azaria
- Lauren Bacall
- Pearl Bailey
- Lucille Ball
- Michael Ball
- John Barrowman
- Gene Barry
- Steve Barton
- Gary Beach
- Jodi Benson
- Herschel Bernardi
- Theodore Bikel
- Kelly Bishop
- Vivian Blaine
- Ray Bolger
- Sarah Brightman
- Matthew Broderick
- Yul Brynner
- Jack Buchanan
- Carol Burnett
- Betty Buckley
- Richard Burton
- Kerry Butler
- Norbert Leo Butz
- Liz Callaway
- Len Cariou
- Carolee Carmello
- Nell Carter
- Richard Chamberlain
- Carol Channing
- Kristin Chenoweth
- Petula Clark
- John Cleese
- Glenn Close
- George M. Cohan
- Barbara Cook
- Michael Crawford
- John Cullum
- Tim Curry
- Jim Dale
- Yvonne DeCarlo
- Stephanie D'Abruzzo
- Tyne Daly
- Taye Diggs
- Alfred Drake
- Christine Ebersole
- Linda Eder
- Hunter Foster
- Sutton Foster
- Helen Gallagher
- Judy Garland
- Malcolm Gets
- Robert Goulet
- Joel Grey
- Barbara Harris
- Rex Harrison
- Heather Headley
- George Hearn
- Ruthie Henshall
- Wilson Jermaine Heredia
- Jennifer Holliday
- Linda Hopkins
- Dee Hoty
- Ken Howard
- Madeline Kahn
- Lainie Kazan
- Ruby Keeler
- Gene Kelly
- Larry Kert
- KJ
- Robert Klein
- Kevin Kline
- Jane Krakowski
- Judy Kuhn
- Nathan Lane
- Angela Lansbury
- Carol Lawrence
- Gertrude Lawrence
- Michele Lee
- Norm Lewis
- John Lithgow
- Priscilla Lopez
- Brenden J. Lovett
- Lorna Luft
- Patti LuPone
- Robert LuPone
- Stephen Lynch
- Jesse L. Martin
- Mary Martin
- Millicent Martin
- Jessie Matthews
- Marin Mazzie
- Andrea McArdle
- Audra McDonald
- Howard McGillin
- Donna McKechnie
- Idina Menzel
- Ethel Merman
- Liza Minnelli
- Brian Stokes Mitchell
- Melba Moore
- Robert Morse
- Zero Mostel
- Donna Murphy
- Bebe Neuwirth
- Christiane Noll
- Jill O'Hara
- Jerry Orbach
- Elaine Paige
- Sarah Jessica Parker
- Adam Pascal
- Bernadette Peters
- David Hyde Pierce
- Robert Preston
- Faith Prince
- Jonathan Pryce
- John Raitt
- Sheryl Lee Ralph
- Anthony Rapp
- Charles Nelson Reilly
- Debbie Reynolds
- Alice Ripley
- Chita Rivera
- Patricia Routledge
- Daphne Rubin-Vega
- Lea Salonga
- Martin Short
- Phil Silvers
- Emily Skinner
- Barbra Streisand
- Elaine Stritch
- John Tartaglia
- Tommy Tune
- Leslie Uggams
- Gwen Verdon
- Ben Vereen
- Fredi Walker
- Anthony Warlow
- Colm Wilkinson